# Хрватски језик
Хрватски језик је стандардни јужнословенски језик којим говори приближно 5.600.000 људи, углавном Хрвата, у Хрватској, Босни и Херцеговини, српској покрајини Војводини и другим суседним земљама. Сличан је стандардном српском језику (српски, хрватски, бошњачки и црногорски језик стандардизовани су на истом дијалекту — источнохерцеговачком), а као стандардни језик се издвојио 1991. из српскохрватског језичког стандарда.
С придруживањем Хрватске Европској унији 1. јула 2013. хрватски је постао двадесет четврти службени језик те заједнице.

## Хрватски језик као систем дијалеката
На дијалекатском нивоу, хрватски језик обухвата чакавско наречје (12% Хрвата), кајкавско наречје (31% Хрвата) и штокавско наречје (57% Хрвата).
Чакавским наречјем говоре само Хрвати, док кајкавским говоре и Словенци а штокавским дијалектом се служе првенствено Срби, Бошњаци, Црногорци и око половине Хрвата. Од штокавских дијалеката архаичним шћакавским (тзв. славонским) говоре само Хрвати, новоштокавским икавским (тзв. босанско-далматински дијалекат) и ијекавско-шћакавским (тзв. источнобосански дијалекат) Хрвати и Бошњаци, а новоштокавским ијекавским (тзв. источнохерцеговачко-крајишки дијалекат) Срби, Бошњаци, Црногорци и Хрвати (око Дубровника и Слуња). Хрвати у Градишћу (Аустрија) служе се посебним, градишћанскохрватским језиком који је чакавско-штокавски амалгам (сличан получакавштини Гацке око Оточца), а у околним земљама (Мађарска, Словачка) мешавином штокавских, чакавских и кајкавских дијалеката. Хрвати у италијанској покрајини Молисе говоре икавско-штокавским дијалектом, а Хрвати Крашовани у Румунији и Јањевци на Космету служе се торлачким дијалектом.

## Историја хрватског језика

### До Хрватског народног препорода
Од 9. до 11. века долази до појаве писмености на црквенословенском или старословенском језику, првом општесловенском књижевном језику темељеном на једном јужномакедонском дијалекту из околине Солуна. Временом се развијају и националне редакције тог језика (чешка, бугарска, хрватска, српска, руска, ...), обележене гласовним и другим језичким карактеристикама које одражавају раслојавање словенских језика у писаном наслеђу. Прво писмо хрватског језика била је глагољица, за коју се претпоставља да су је у Хрватску донели ученици отаца словенске писмености Ћирила и Методија. Хрватска глагољица је од почетне обле постала, у следећим вековима, угластом. Но, убрзо се јавља и друго писмо, ћирилица (настала изворно у Бугарској у Преславу), која је, дошавши у западне крајеве такође прошла кроз више графијских и правописних измена, те је тако настао специфични вид ћирилице, босанчица, у употреби у Хрватској и Босни и Херцеговини. Латиница улази у хрватски језик касније, у 14. веку, тако да до почетка 14. века Хрвати пишу на три писма: глагољици, босанчици или западној ћирилици и латиници.
Први писани споменици Хрвата на словенском језику су Башчанска плоча (острво Крк, 11. век), Хумачка плоча (10—11. век, Хумац код Љубушког у БиХ), Валунска плоча (Истра, 11. век), Михановићеви и Гршковићеви фрагменти (12. век, негде у региону Хума или Босне). То су текстови на старословенском са елементима народног говора, писани углавном глагољицом, уз изузетак Хумачке плоче, на којој налазимо неколико глагољичких слова уз текст на босанчици. Но, златно доба писмености и књижевности на хрватско-црквенословенском пада касније, у 14. и 15. век (Мисал кнеза Новака, Хрвојев мисал, Петрисов зборник, Берчићева збирка). Та врста књижевности углавном престаје средином и крајем 15. века, када почиње да доминира продукција на народном језику сва три хрватска дијалекта.
Од 12. до 15. века, на подручју од Сутле до Тимока долази до појаве дијалекатске диференцијације који се могу, за говорнике хрватскога, поделити у три дијалекта: најстарији чакавски, штокавски и кајкавски.
Први се од црквенословенске матрице одвојио чакавски дијалекат. Примери тога дијалекта су Винодолски законик (1288) и Истарски развод (1275, препис 1325). Чакавски дијалекат је до турске најезде у 15. веку покривао велико подручје северозападне Хрватске јужно од Купе, Лике, дела западне Босне до Уне, Далмације и практично сва острва. У 14. и 15. веку се снажно афирмисао чакавски као први хрватски књижевни језик који је постојао заједно са чакавско-црквенословенским амалгамом, те чакавско-штокавском (шћакавском) смешом у великом делу Босне. Врхунац постиже књижевност писана хрватским чакавским књижевним језиком од 15. до 17. века, када настају дела Марка Марулића, Ханибала Луцића, Петра Зоранића, Петра Хекторовића... обухвативши велики број жанрова: лирску поезију, еп, драму, роман, посланице и записе. Такође, први хрватски речник, дело Фауста Вранчића из 1595, претежно је чакавског идиома.
Штокавски дијалекат је засведочен, као и чакавски, прво у мешавини са црквенословенским. Проблематично је питање који хрватски текст можемо да сматрамо као први (или међу првима) на штокавштини. Неспорно је да је први целовити спис «Ватикански молитвеник», настао око 1380—1400. у Дубровнику као препис са чакавскога оригинала. Ради се о полуштокавском (шћакавском) тексту на народном језику. Но, и пре тога су се појављивали текстови на мешавини народног штокавског и црквенословенског језика- на пример, дипломатски списи из подручја Дубровника, Хума и Босне. Палеографи сматрају да су рани хрватски штокавски (шћакавски) текстови настали у дубровачкој и неким босанским и хумским канцеларијама. Прави процват књижевност на хрватском полуштокавском књижевном језику доживљава крајем 15. века у Дубровнику, у делу легендарног двојца Џоре Држића и Шишка Менчетића: додуше, тај дијалекат се може посматрати као полуштокавски проткан великим бројем чакавских елемената, односно јекавска чакавштина као данас Ластово и Јањина.
Каснији мајстори већ праве штокавске књижевности која у 16. веку покрива поезију, еп, драму и преводне верске текстове Марин Држић, Доминко Златарић, Мавро Ветрановић, Иван Гундулић, Јуније Палмотић и Игњат Ђурђевић. У 17. веку се књижевност на штокавском дијалекту проширила међу Хрватима у Босни (Матија Дивковић, Стјепан Матијевић, Павао Посиловић), а у 18. веку је обухватила и Славонију и Далмацију, уз већ постојеће Босну, Херцеговину и Дубровник. Идиом се разликовао од краја до краја, и мењао се током времена: честа је појава чакавско-штокавске (шћакавске) мешавине, ијекавско-икавске (посебно у Дубровнику и источној Босни), као и писама: у Дубровнику и Далмацији је латиница брзо истиснула босанчицу која се дуже, до средине 18. века одржала међу фрањевцима у Босни. На полуштокавском (шћакавском) су написане и прва хрватска граматика (Бартол Кашић, 1604), те први опсежнији хрватски речник (Јаков Микаља, преко 25.000 речи.) Средишта хрватске штокавске писмености и књижевности су Далмација с Дубровником, Босна и Херцеговина и Славонија.
Кајкавски дијалекат најкасније улази у хрватску књижевност, 1573. с «Декретумом» Ивана Пергошића. Кајкавштина се брзо наметнула као снажан идиом због политичко-управне важности кајкавских крајева, који већином нису пали под Турке. Од 16. до 18. века низ писаца, међу којима су најпознатији Блаж Ђурђевић, лексикограф и писац Андрија Јамбрешић и Титуш Брезовачки, афирмише кајкавски дијалекат који је на почетку 19. века остао јединим «конкурентом» штокавштини за општехрватски језик.
Изузетно је занимљива и истовремена појава књижевног интердијалекта на којем прва значајна дела у 16. веку објављују Антун Далматин и Стјепан Конзул Истранин. Тај мешани кајкавско-чакавско-штокавски језик карактеристичан је за тзв. Озаљски књижевни круг, који су водиле великашке фамилије Зрински и Франкопани. Поред њих, важна дела на том хибридном идиому дали су још Павао Ритер-Витезовић у свом епу, те Белостенец у големом речнику од преко 2.000 страница. Тај интердијалекат доживљава јавни слом од 1671, заједно с падом Зринских и Франкопана. Ипак и после тога неки књижевници у Хрватској пишу овим интердијалектом — нпр. донедавна Стјепко Тежак и данас највише М. Х. Милековић, а сада је то поново на интернету постао званични језик нове Чакавско-кајкавске Вики-енциклопедије од 2007. Исти интердијалекат је већ вековима био и народни говор дела северозападне Хрватске (8% становништва), те га још данас користе места Озаљ, Фужине, Бузет и многа села у сливу Мирне, Купе, Мрежнице, Сутле итд.
Сумарно, може се рећи следеће. Хрвати су писали на три писма:
- глагољицом (од 10/11. века до, најкасније, 17. века)
- ћирилицом (од 10/11. века до друге половине 18. века)
- латиницом (од 14. века до Ренесансе)

Хрватски језик је изражаван на једном општесловенском језику, три народна дијалекта која су постала књижевним језицима, те једном интердијалекту:
- старословенском или црквенословенском (од 10/11. века до, углавном, 15. века)
- чакавском дијалекту и чакавском књижевном језику (од 13. века до, углавном, 17. века)
- штокавском дијалекту и штокавском књижевном језику (од 14. века до Препорода)
- кајкавском дијалекту и кајкавском књижевном језику (од 15/16. века до Препорода)
- на чакавско-штокавско-кајкавском интердијалекту који је дао дела углавном у 16. и 17. веку

### Илирски покрет и 19. век: стандардизација
У Хрватској су биле тог времена на видику, све до почетка 19. века, само две класе: свештеници романизирани, и племство мађаризирано. У борби за језик, идући за свештеницима, тражили су латински; али под већом влашћу племства, помогнутог из Будима, морали су примити, као обавезан школски језик, мађарски.
Трајним тековинама остају Гајеве заслуге на коначном формирању латиничне графије. Формално, Гај је стандардизовао латиничну графију у неколико покушаја. У почетку су му решења ишла путем идеја Ритера Витезовића, но, касније је преузео чешке дијакритичке знакове (č, š, ž), сам измислио диграфе lj, nj, dž, из пољске графије узео ć, а касније је Ђуро Даничић предложио графем đ. Правопис је Гај, уз главне илирске граматичаре Бабукића и Антуна Мажуранића, обликовао по чешком узору, тј. уместо доминантне хрватске фонолошке/гласовне традиције каква је преовлађивала у Дубровнику (култном месту Илираца), узео је морфонолошку/етимолошку. По гласовном правопису бележе се промене у изговору (сладак/слатко, из-пунити/испунити..), а по етимолошком не (сладак/сладко, изпунити..).
Један од значајнијих језичко-политичких догађаја тога доба је тзв. Бечки договор из 1850, или споразум 5 хрватских писаца и филолога (Иван Мажуранић, Димитрија Деметар, Винко Пацел, Стјепан Пејаковић, Иван Кукуљевић Сакцински) и 2 српска (Вук Караџић, Ђуро Даничић), у организацији познатог словеначког слависта Франца Миклошича. Тај споразум је настао као последица иницијатива Аустријске владе да се уједначи правна терминологија, јер је «земаљски језик» на више подручја престајао да буде немачки. Суштински, радило се о схватањима да су хрватски и српски један језик, па га треба уједначити у свим видовима.
После препорода, јача хрватска национална идеологија под вођством Анте Старчевића (који је сматрао да хрватски језик треба да има екавску основу- тај покушај је пропао), као и хрватска верзија југословенства (Штросмајер, Рачки). Оснивањем Југославенске Академије у Загребу, друга половина 19. века је у Хрватској обележена борбом тзв. филолошких школа, међу којима се истичу две: Загребачка, у неку руку настављач Илирског покрета (главни протагонисти граматичар Адолфо Вебер Ткалчевић и лексикограф Богослав Шулек), те «хрватских вуковаца», или следбеника идеја српског језичког реформатора Вука Караџића. Загребачка школа је доминирала од шездесетих година до краја 19. века, када «вуковци» или младограматичари (названи по доминантном правцу у филологији тог времена) успевају, уз политичку подршку мађаронских власти, да изврше преврат на неколико поља, од којих су највидљивији у правопису и неким видовима морфологије.
Загребачка школа је била наследник илирских идеја, па је хрватски језик покушавала и у 1870-им годинама и касније обликовати у многим видовима пазећи на остале словенске језике (словеначки, руски, чешки..). Стога њихово инсистирање на етимолошком правопису, разликовању падежа у множини, обзир према осталим хрватским дијалектима, те неке друге карактеристике. Најзначајнија дела Загребачке школе остају велики речници Богослава Шулека у којима је изградио модерну хрватску цивилизацијску терминологију на свим пољима, тако да је хрватски (и не само хрватски) незамислив без његових неологизама (појам, водовод, оловка, ногоступ, велеиздаја, кишобран, рачуновођа..)
Младограматичари или „хрватски вуковци” се деле у две или три генерације, но, највећи утицај су имали они на прелазу 19. у 20. век (њих можемо звати и младограматичарима, док вуковце из четрдесетих и педесетих година 19. века не, јер се радило о аматерима и симпатизерима идеја Вука Караџића о облику народног језика). Најистакнутији младограматичар је био филолог и преводилац Томо Маретић, а уз њега Иван Броз и Фрањо Ивековић. Трајна остварења младограматичара су на два поља: правописа (који је по гласовном начелу написао 1892. Иван Броз), те граматике и језичке историје (велика граматика Томислава Маретића). На пољу лексикографије младограматичари су имали деломичан успех: следбеници идеја Караџићевог најбољег настављача, Ђуре Даничића, држали су се правила која нису на главној линији хрватскога језика, па је велики речник ЈАЗУ/ХАЗУ, којег су они уређивали до двадесетих и тридесетих година 20. века, у том делу добрано застарео. Дакле, може се закључити: трајне су заслуге младограматичара стабилизација хрватскога правописа на гласовној основи, те утемељење стандардног језика на новоштокавштини.

### Хрватски стандардни језик
Међу хрватским лингвистима не постоји сагласност о томе од када «датира» хрватски стандардни језик. Навешћемо само доминантне ставове.
Већина хрватских лингвиста се слаже да би хрватски стандардни језик, да није било турске инвазије, био основан на амалгаму чакавштине и штокавштине (приближно као горепоменути Озаљски круг), с много значајнијим уделом црквенословенскога. Штокавски, или новоштокавски је постао темељем хрватском стандардном језику због друштвених околности које су потиснуле чакавски дијалекат на маргине хрватског етничкога простора и довеле до слабљења културе засноване на њему. Веома брзо ширење књижевне продукције (уметничке и литургијске књижевности) на штокавском вернакулару из којега је елиминисана већина црквенословенских облика, доста је брзо указала на то у коме ће се смеру кретати стандардизација хрватског. Такође, већина хрватских лингвиста слажу се са мишљењем угледног лингвиста Далибора Брозовића:
Хрватска језична повијест наоко можда није свагда довољно јасно слиједила свој циљ, али је пут к њему ипак прилично јасан. Глагољична су се и ћирилична хрватска дела прелагала у латиницу, али обратних поступака није било. Кајкавски су и чакавски писци писали и штокавски, али обрнути поступци нису познати. Неновоштокавски штокавци прихваћали су новоштокавску основицу, али се није догађало обрнуто. Икавци пишу и ијекавски, али не и обрнуто.
Исто, већина хрватских лингвиста сматрају да су главне карактеристике хрватскога изражене у три тачке:
- хрватски језик је творбен, тј. његова је битна карактеристика језички пуризам или склоност замењивању туђих речи домаћим неологизмима
- хрватски се ослања на вишевековну језичку и књижевну баштину на народном језику (преко 7 векова) и из ње црпи
- тродијалекатност, тј. чињеница да се хрватски као систем дијалеката састоји од кајкавског, чакавског и штокавског, доводи до последице да новоштокавски, иако темељ хрватскога стандарда, нема статус «језичкога судије» и речи из остала два дијалекта делом бивају асимилиране у хрватски стандардни језик, али притом граматика, фонетика и синтакса остају новоштокавске.

Неки истичу да су то и суштинске карактеристике које одвајају хрватски од остала два језика такође основана на новоштокавштини, српског и бошњачког- више него попис разлика на свим пољима, од фонетике до речника.
Што се тиче постанка стандарднога језика, доминирају три става:
- по једном класичном ставу, који је досад најраширенији, хрватски стандардни језик почиње око 1750, снажним процесом друштвено-језичке унификације првенствено преко општенационалних «бестселера», Качић Миошићевог «Разговора угодног народа словинскога» и «Сатира» Матије Антуна Релковића. По томе мишљењу, тада се одвијала двосмерна стандардизација, кајкавска на хрватском северозападу и новоштокавска у другим деловима, а Хрватски народни препород је значио напуштање мањинске кајкавске и прихватање већинске новоштокавске, уз коначну стабилизацију хрватске латиничке графије.
- по другом (новијем) ставу, инсистира се да је појам стандардног језика преузак и превише условљен друштвеним околностима, па се предлаже останак преовлађујућег назива књижевни језик. По томе мишљењу, за неки национални језик се може рећи да почиње када се појави језички идиом на којему је заснован будући стандардни језик, и то у довољно сличном облику да нема већих разлика у морфосинтакси. Ако се узму ти критеријуми, хрватски књижевни језик почиње крајем 15. века, дакле у раздобљу 1480—1500, у делима Шишка Менчетића и Џоре Држића.
- трећи став је компромисно решење по којему хрватски књижевни, па и стандардни језик, почиње у доба барокног славизма (1600—1650). Тада су остварени пробоји на најзначајнијим пољима: написане су и објављене репрезентативне граматике и речници (Бартол Кашић, Јаков Микаља), објављена су главна дела уметничке (Иван Гундулић, Иван Бунић) и литургијске књижевности (Бартол Кашић, Матија Дивковић). Присталице тог става указују да је језички облик тога доба потпуно модеран, чак и модернији од онога како пре (почетак 16. века), тако и касније (педесете године 18. века), те да је језичку стандардизацију заправо најважније дело «Ритуал римски» Бартола Кашића, католички обредник од преко 400 страница, написан на штокавштини, и који је служио као главни верски обредник до 1929, у свим хрватским крајевима- и кајкавским и штокавским.

### У 20. веку: језик и политика
У југословенској држави, створеној 1918. године, упркос централистичком уређењу и по Видовданском уставу прокламованом „српско-хрватско-словеначком језику” као службеном, хрватска језичка норма није битно нарушавана. Све до педесетих година (изузев неуспелих ендехашких језичких експеримената) одвија се процес несметаног развоја хрватског језичког стандарда.
Непосредно после рата није било „видљиво изражених националних супротности”. Почетком педесетих година привредна криза буди успаване националне духове. Као одговор на јачање национализама Партија форсира југословенство као концепт помоћу којег би се превазишли међунационални сукоби, а српско-хрватска слога би била окосница будућности Југославије. Једна од саставница тог концепта је и језичко повезивање сличних језика Срба и Хрвата, заснованих на штокавској дијалекатској основи, јер се због другачијих дијалекатских основа није могло рачунати на Словенце и Македонце. Новосадски договор о заједничком српскохрватском/хрватскосрпском књижевном језику из 1954. је врхунац тих настојања. Иза прокламоване равноправности ијекавског и екавског наречја криле су се две тенденције власти. Једна је била да се екавски дијалекат наметне као службени на целом српскохрватском језичком простору преко савезних и партијских органа, те армије. Друга тенденција је била да се потисне ћириличко писмо у српским крајевима и латиница инаугурише као званично писмо.
Падом Александра Ранковића долази до слома унитаристичке концепције, па самим тим и до дотадашње језичке политике. У Загребу долази до отпора „вештачком уједначавању и процесу потискивања посебности националних култура”. Тако су Матица хрватска, Друштво књижевника Хрватске и још 16 научних и културних институција донијеле „Декларацију о називу и положају хрватског књижевног језика”) 1967. године. У Декларацији се позива на сувереност хрватског народа, који је остварен у НОБ-у и на „неотуђиво право сваког народа да свој језик назива властитим именом”.
Оваква тражења кулминирала су за време сепаратистичког и антисрпског хрватског покрета из 1971. године (МАСПОК или Хрватско прољеће) и приказивала су хрватској публици залагање за заједништво као српски унитаристички притисак.
Тројица хрватских лингвиста (Стјепан Бабић, Божидар Финка и Милан Могуш) су 1971. објавили правописни приручник „Хрватски правопис”, који је убрзо од стране власти забрањен и све копије су уништене. Међутим, једна копија је преживела, и објављена је у Лондону. Отуда томе Правопису популарни назив Лондонац.
Партијске чистке у Хрватској 1971. и 1972. године само доводе до притајења целог покрета, а самим тиме и у језичким питањима.
Лабављење партијске контроле над друштвом осамдесетих година доводи до оживљавања целог језичко-политичког покрета. Уместо службеног назива „хрватскосрпски језик” у Хрватској се крајем осамдесетих година, упркос негативној оцени назива од стране савезног уставног суда, све више користи назив „хрватски или српски језик”.
Језик постаје прворазредно политичко питање, што потврђује и нови хрватски устав из 1990. године којим је хрватски језик проглашеним службеним језиком у Републици Хрватској.
У самосталној хрватској држави језику се придаје посебна пажња. Форсира се, опет од власти, вештачки језички пуританизам и архаизација језика, а и масовно се кују нове речи ради што већег разликовања од српског језика. Упркос свим пуританистичким настојањима хрватски језик је данас запљуснут англизмима, против којих се сада хрватски језикословци много теже боре него против српске „културне агресије на Хрватску”.

## Хрватска абецеда
|  |  |  |  |  |  |  |
|  |  |  |  |  |  |  |
|  |  |  |  |  |  |  |
|  |  |  |  |  |  |  |
|  |  |  |  |  |  |  |

## Став србиста
У Србији од почетка деведесетих година 20. века до данас, представници интегралне научне србистике (Милош Ковачевић, Радмило Маројевић, Петар Милосављевић и др.) стоје на становишту да је српскохрватски само преименовани српски књижевни језик, а да „Такозвани хрватски књижевни језик јесте загребачка варијанта српског књижевног језика”. То значи да хрватски језик (исто важи за бошњачки и црногорски) спада у „политичке језике” (језици само по имену).